# Браун, Хорэйс
Хорэйс Халлок «Хал» Браун (англ. Horace Hallock "Hal" Brown, род. 30 марта 1898, Моррис, Нью-Джерси, США — ум. 25 декабря 1983, Хьюстон, Техас, США) — американский легкоатлет, олимпийский чемпион.
Хорэйс Браун родился в 1898 году в Мэдисоне (округ Моррис штата Нью-Джерси). В 1917 году пошёл в армию, воевал на Западном фронте  Первой мировой войны, в 1918 году был демобилизован. В 1920 году на Олимпийских играх в Антверпене он завоевал золотую медаль в командном забеге на 3000 м; также участвовал в беге на 5000 м, но не завоевал медалей. Впоследствии работал в Geotechnical Corp. of Dallas.